# Frederik Wiedmann
Frederik Wiedmann (* 1981 in Stuttgart) ist ein deutscher Komponist.

## Biografie
Frederik Wiedmann ist der Sohn eines Chirurgen und einer Gymnasiallehrerin. Seine Schwester ist die Singer-Songwriterin Katrin Wiedmann. Im Alter von sechs Jahren erlernte er die Violine und mit 14 Jahren die Jazzgitarre. Nach seinem Schulabschluss zog er nach Boston, Massachusetts, wo er am Berklee College of Music studierte. Nach seinem Abschluss mit Summa Cum Laude im Jahr 2005, debütierte Wiedmann 2006 mit dem von Corbin Timbrook inszenierten Horrorfilm Blood Ranch als Filmkomponist für einen Langspielfilm. Es folgten mehr als 80 Film- und Fernsehproduktionen, darunter zahlreiche B-Movies. 2016 wurde er mit einem Daytime Emmy Award ausgezeichnet.

## Filmografie (Auswahl)

### Filme
- 2006: Blood Ranch
- 2007: Beneath
- 2007: Haunted Hill – Die Rückkehr in das Haus des Schreckens (Return to House on Haunted Hill)
- 2009: The Hills Run Red – Drehbuch des Todes (The Hills Run Red)
- 2010: Arctic Predator – Der weiße Tod (Arctic Predator)
- 2010: Triassic Attack (Fernsehfilm)
- 2011: Hellraiser: Revelations – Die Offenbarung (Hellraiser: Revelations)
- 2011: Hostel 3 (Hostel: Part III)
- 2011: Visus – Expedition Arche Noah
- 2012: Lake Placid 4 (Lake Placid: The Final Chapter, Fernsehfilm)
- 2013: Justice League: The Flashpoint Paradox
- 2013: Company of Heroes
- 2014: Jarhead 2 – Zurück in die Hölle (Jarhead 2: Field of Fire)
- 2014: Son of Batman
- 2014: Sniper: Legacy
- 2014: Dying of the Light – Jede Minute zählt (Dying of the Light)
- 2015: Tremors 5 – Blutlinien (Tremors 5 – Bloodlines)
- 2016: Jarhead 3 – Die Belagerung (Jarhead 3: The Siege)
- 2017: Vengeance – Pfad der Vergeltung (Vengeance: A Love Story)
- 2017: Ein Schnupfen hätte auch gereicht
- 2017: Pfad der Rache (Acts of Vengeance)
- 2018: Day of the Dead: Bloodline
- 2018: Death Race: Anarchy (Death Race: Beyond Anarchy)
- 2018: Tremors 6 – Ein kalter Tag in der Hölle (Tremors: A Cold Day in Hell)
- 2018: 211 – Cops Under Fire (211)
- 2019: Doom: Die Vernichtung (Doom: Annihilation)
- 2019: Itsy Bitsy
- 2020: Stay Alive – Überleben um jeden Preis (Alone)
- 2020: Tremors: Shrieker Island
- 2020: Project Rainfall (Occupation: Rainfall)
- 2022: Weil wir Champions sind
- 2023: Miss Merkel – Mord im Schloss (Fernsehfilm)

### Serien
- 2011–2013: Green Lantern: The Animated Series (26 Folgen)
- 2011–2013: Turning Point (59 Folgen)
- 2013–2014: Beware the Batman
- 2014, 2016: Alarm für Cobra 11 – Die Autobahnpolizei (6 Folgen)
- 2014–2017: King Julien (All Hail King Julien)
- 2018–2019: Der Prinz der Drachen (The Dragon Prince)[2]
- 2023: Star Trek: Picard (4 Folgen)